# Cybister lynceus
Cybister lynceus là một loài bọ cánh cứng trong họ Bọ nước. Loài này được J.Balfour-Browne miêu tả khoa học lần đầu tiên năm 1950.